# Krasnîi Partîzan, Krasnohvardiiske
Krasnîi Partîzan (în ucraineană Красний Партизан) este un sat în comuna Iantarne din raionul Krasnohvardiiske, Republica Autonomă Crimeea, Ucraina.

## Demografie
Componența lingvistică a localității Krasnîi Partîzan
     Rusă (86,81%)
     Ucraineană (7,16%)
     Tătară crimeeană (5,9%)
Conform recensământului din 2001, majoritatea populației localității Krasnîi Partîzan era vorbitoare de rusă (86,81%), existând în minoritate și vorbitori de ucraineană (7,16%) și tătară crimeeană (5,9%).